# 란니
란니(藍妮, 아명(兒名)은 란쉰이(藍巽宜)·란예전(藍業珍), 1912년 7월 2일 ~ 1996년 9월 28일)는 중화민국과 마카오에서 외교관으로 활약한 여자 정치인이다. 란가오촨(藍高川)은 그녀의 이복 백부이다.

## 주요 이력
마카오에서 출생하였고 지난날 한때 국민정부 시대 중화민국 대륙 본토 윈난 성 싼수이에서 잠시 유아기를 보낸 적이 있는 그녀는 원래 국민정부 시대 중화민국 대륙 본토 대만 지방의 먀오족 후예 출신이기도 하다. 1936년에 쑨커(孫科, 쑨원의 아들)와 결혼하여 딸 쑨추이펀(孫穗芬)을 얻었지만 1948년에 딸 양육권 전권을 모두 쑨커에게 맡기고 쑨커와 이혼하였다.

## 같이 보기
- 루무전
- 천추이펀
- 천제루
- 천수잉